# Payo Enríquez de Rivera
Payo Enríquez de Rivera (parfois Payo Enríquez Afán de Rivera Manrique) (1622 à Séville, Royaume de Castille - 8 avril 1684 à Avila, Royaume de Castille) est un prêtre Augustinien devenu évêque du Guatemala (1657-67), archevêque de Mexico (1668-81) puis vice-roi de Nouvelle-Espagne du 13 décembre 1673 au 30 novembre 1680.

## Biographie
Fils illégitime du Vice-roi de Naples et gouverneur espagnol du milanais Fernando Afán de Rivera y Enríquez, il décide à l'âge adulte de se faire religieux et demande à être admis chez les Augustins. Professeur de théologie et prieur successivement de différents couvents augustiniens en Castille il est tenu en grand estime par le roi Philippe IV qui le recommande au pape Alexandre VII pour devenir évêque du Guatemala. 
Payo Enríquez de Rivera ayant accepté la nomination embarque en 1657 pour l'Amérique. Il est ordonné évêque à Caracas par l'évêque du lieu avant de se rendre dans son diocèse pour y résider. 10 années plus tard il apprend sa nomination comme évêque de Michoacán. Alors qu'il se prépare à se rendre dans son nouveau diocèse il découvre qu'il est en fait choisi pour devenir évêque de Mexico, nomination qu'il accepte. 
À la mort du vice-roi Pedro Nuño Colón de Portugal le 13 décembre 1673, Eníquez découvre, qu'en attendant la nomination d'un nouveau vice-roi, la couronne espagnol en la personne de Marie-Anne d'Autriche régente souhaitait qu'il exerce la charge de vice-roi. La nomination d'un nouveau vice-roi tardant, pendant presque 7 ans, il devra s'exécuter non sans s'être montré loyal et compétent dans cette fonction. Mais épuisé par la double responsabilité d'évêque et de vice-roi il finit par présenter sa démission tant de vice-roi que d'évêque. Lorsque celle-ci fut acceptée le 30 juin 1681, il retourna en Espagne. En Espagne, il se retira au monastère de Nuestra Señora del Risco dans la Sierra de Ávila, où il mourut en 1684.